# Червоний Віндзор
Червоний Віндзор (англ. Windsor Red), також Віндзорський червоний сир — напівтвердий британський сир, виготовлення якого відбувається з пастеризованого коров'ячого молока. За своїми властивостям цей вид сиру нагадує сир Чеддер, відмінності між ними полягають у тому, що Червоний Віндзор готують з деякими добавками. Сир виготовляється на одному з маслозаводів графства Лестершир в Англії.

## Виготовлення
У процесі приготування, під час згортання молока, сирна маса повинна трохи осісти. Після цього її нарізають невеликими шматочками і готують від 20 до 40 хвилин. Після цього масу поміщають під прес. Такий процес сприяє підвищенню кислотності сиру. Коли сир майже готовий, у нього додають червоне вино або бузиновий лікер і знову поміщають під прес. Так його витримують протягом невеликого періоду часу. Готується сирна маса для Червоного Віндзора за тим самим рецептом, що і для сиру Чеддер.

## Опис
Текстура сиру від твердої до вершкової і розсипчастої з мармуровими вкрапленнями рожевого кольору з винним присмаком. На 100 грамів сирної маси припадає 30 грамів жиру.